# Anatolij Tymoščuk
Anatolij Oleksandrovič Timoščuk (ukr. Анатолій Олександрович Тимощук) (Luck, 30. ožujka 1979.) je bivši ukrajinski nogometaš i reprezentativac. Bio je i kapetan reprezentacije. Ukrajinski nogometni izbornik objavio je u svibnju 2016. popis za nastup na Europsko prvenstvo u Francuskoj, na kojem se nalazio Timoščuk.

## Zanimljivosti
Timoščuk je sudjelovao na organizaciji Match Against Provety, koja se održala 22. prosinca 2005. u Düsseldorfu. Igrao je za Zidaneovu momčad koja je na kraju s 4:2 porazila Ronaldovu ekipu. Širile su se glasine da se za njega interesiraju Manchester United i Arsenal za vrijeme zimskog prijelaznog roka 2006. jer su trebali veznjaka na kojeg su se mogli osloniti. 

## Vanjske poveznice
- Profil na službenoj stranici Zenita Sankt Peterburg  Arhivirana inačica izvorne stranice od 18. lipnja 2009. (Wayback Machine) (engl.)